# Arawacus dumenilii
Arawacus dumenilii is een vlinder uit de familie van de Lycaenidae. De wetenschappelijke naam van de soort werd als Polyommatus dumenilii in 1824 gepubliceerd door Godart.

## Synoniemen
- Thecla argiva Hewitson, 1877
- Thecla carteri Weeks, 1906